# Parupeneus angulatus
Parupeneus angulatus è un pesce del genere Parupeneus, scoperto nel 2009.